# Eurodisco
Eurodisco är en benämning på elektroniskt baserad dansmusik kopplad till mainstream-musik. Den är relaterad till electronica och har även beskrivits under namnen eurodance och eurotechno. Begreppet har använt sedan åtminstone början av 1990-talet.

## Historik
Eurodisco är en sorts dansmusik som under mitten av 1970-talet växte fram ur disco kombinerat med delar från pop, new wave och rock. Den kännetecknas av att den mestadels gjordes på elektroniska instrument som synthesizer och keyboard. Eurodisco går i 4/4-takt. Namnet har sitt ursprung i att tanken att samla olika icke-engelska artister i en kategori.
Eurodisco gjordes först mest i Tyskland. Mest kända är producenten Dieter Bohlen med sin grupp Modern Talking och artisten C. C. Catch vilken han producerade. Andra artister var Fancy och Bad Boys Blue vilka båda låg högt på svenska Trackslistan. En av de mest framgångsrika grupperna i genrens början var Abba.
Något senare kom producenttrion Stock Aitken Waterman från Storbritannien med artister som Kylie Minogue, Rick Astley & Mel & Kim. Dessa anses av vissa vara eurodisco medan andra klassificerar den som en egen genre Hi-NRG.
I slutet av 1980-talet och början av 1990-talet gjordes nästan ingen musik inom eurosoundet, men 1992 återkom ljudbilden med eurodance. Eurodisco och eurodance sammankopplas ibland, alternativt definieras olika.

## Kända artister
- Abba
- Bad Boys Blue
- Bananarama
- Blue System
- Cat5
- C. C. Catch
- Dead or Alive
- Fancy
- Jason Donovan
- Kylie Minogue
- Mel & Kim
- Modern Talking
- Rick Astley
- Sabrina
- Samantha Fox
- Sandra
- Silent Circle